# Adrian Belew
Robert Steven "Adrian" Belew, född 23 december 1949, är en amerikansk musiker, sångare, låtskrivare och skivproducent. Han är multiinstrumentalist, men mest känd som gitarrist, framför allt i King Crimson. Han har också arbetat med bl.a. Frank Zappa, David Bowie och Talking Heads.
1977 upptäcktes Belew av Frank Zappa. Han turnerade sedan med Zappa och spelade på dennes album Sheik Yerbouti och konsertfilmen Baby Snakes. Belew spelade både komp- och sologitarr i Zappas band, och sjöng på ett antal låtar. Under 1978 och 1979 arbetade Belew med David Bowie och spelade på livealbument Stage såväl som på studioalbumet Lodger. Han turnerade också med Bowie 1990. 1980 startade Belew bandet GaGa, men inte långt därefter blev han rekryterad som live- och studiomusiker till Talking Heads och sidoprojekt med dess olika medlemmar. 1981 fick han skivkontrakt som soloartist och året därpå gav han ut Lone Rhino.
1981 blev också Belew medlem i King Crimson som frontman (gitarrist och sångare). Han var sedan från och till medlem i bandet fram till 2009, längre än någon annan King Crimson-medlem förutom grundaren Robert Fripp. Vid början av 1980-talet hade King Crimson legat i träda under flera år och till nystarten (även om det först var tänkt som ett nytt band med namnet Discipline) rekryterades även Bill Bruford och Tony Levin. Denna kvartett spelade in albumen Discipline, Beat och Three of a Perfect Pair. 1984 lades denna inkarnation av King Crimson på is, men återförenades 1994 med tillskotten Pat Mastellotto och Trey Gunn på trummor respektive Warr-gitarr. 1997 släppte de albumet THRAK. Därefter deltog Belew i flera sidoprojekt till King Crimson, s.k. ProjeKcts. Under 2000-talet medverkade Belew på albumen the construKction of light och The Power to Believe. 2013 omformerade Fripp King Crimson och denna gång ingick inte Belew.
Parallellt med King Crimson har Belew gett ut soloskivor. Han har också vid ett flertal tillfällen samarbetat med Nine Inch Nails, vars frontman Trent Reznor har uttryck stor beundran för Belew. Bland andra som angett Belew som inspirationskälla kan nämnas Adam Jones i Tool, Henry Rollins, St. Vincent, Anneke van Giersbergen i The Gathering och Garry Roberts i The Boomtown Rats.